# 押切もえのDOKI DOKI DISCOVERY
『東京ガスPRESENTS 押切もえのDOKI DOKI DISCOVERY』（とうきょうガスプレゼンツ おしきりもえのドキドキディスカバリー）は、文化放送で2014年4月6日から2017年4月2日まで毎週日曜日に放送されていたラジオ番組である。東京ガスの1社提供。
番組開始から2016年3月27日までの番組名は『東京ガスPRESENTS 押切もえのTOKYO DISCOVERY』である。

## 番組概要
日曜午後に“東京を旅する番組”として東京のあらゆる場所を巡りながら魅力を再発見する「東京散歩」で、場所と時間を散歩しながら東京に集う人々の思いやライフスタイルも紹介し、変化を続ける東京の過去、現在、未来、つなぐ番組である。
2015年3月29日は、番組放送開始から50回を迎えることを記念して、ららぽーと豊洲から一般公開形式による生放送を行った。
2016年春期番組改編で、同年4月10日放送分から番組名が『押切もえのDOKI DOKI DISCOVERY』となり、番組内容等もリニューアルされた。
2017年4月2日をもって、番組終了。後番組は『ミスDJリクエストパレード〜8116サンデーアップ!』。しかし、東京ガスは同番組に提供せず平日午前帯ワイド『くにまるジャパン 極』内10:20頃から10分前後のコーナー枠のスポンサーへ提供番組を移動した。

## 放送時間
- 日曜日 13:00 - 15:00

## 現在の出演者

### パーソナリティ
- 押切もえ
  - 2016年5月15日の放送で、押切が仕事の関係で放送開始時間に到着が間に合わなかったため、ピンチヒッターとして小尾渚沙アナウンサーが出演した（押切は番組終盤に登場）[3]。

### ゲストパートナー
2016年4月からの番組リニューアルに伴い、押切と一緒に番組を進行するゲストが週替わりで登場するようになった。
- 田村裕（2016年4月10日）

### レポーター
- Happyだんばら（13時台、中継コーナー「DOKI DOKI 応援団」を担当。）
- 仁香（14時台、「美人キッチン」のコーナーを隔週で担当。）
- 近藤しづか（同上）

### ニュース
- 竹内靖夫（文化放送アナウンサー、2016年4月10日放送分から担当）
  - 天気予報は押切本人が担当し、交通情報の担当キャスターへの呼びかけも押切が行うが、収録の場合はこれらのアナウンスはニュース担当のアナウンサーが行う。

## 過去の出演者
ニュース
特記以外は全員、文化放送アナウンサー。
- 吉田涙子【当時文化放送アナウンサー】（2014年4月6日 - 2014年7月）
- 竹内靖夫（2014年8月 - 2015年2月8日）
- 加納有沙（2015年2月15日 - 2015年10月25日）※加納アナが登場しない週は八木菜緒アナが担当した。
- 鈴木純子（2015年11月1日 - 2016年3月27日）

## 主な放送内容

### 現在(2016年4月から)
- 前半の13時台は時事の話題から注目されている「ホットワード」と週ごとの「メッセージテーマ」を基に、ゲストとのフリートーク、リスナーのメール紹介、中継コーナーを放送。
- 後半の14時台はゲストとのフリートーク、ゲスト選曲の音楽紹介、リスナーからのメール紹介、美人モデルをゲストに招き美味しいレシピを紹介するコーナーを放送。

### 2016年3月まで
- 前半の13時台は「懐かしくて新しい」がキーワード。東京をあらゆる角度からリサーチする特集コーナーと東京の様々な場所からの中継コーナーをメインに据える。
- 後半の14時台は「新しくて刺激的」がキーワード。読書家の押切本人が選ぶ本の朗読コーナーと美人モデルをゲストに招き美味しいレシピを紹介するコーナーをメインに据える。
- また、東京散歩の創造を掻き立てる「音楽」もお届けする。

## タイムテーブル

### 現在(2016年4月以降)
- 13:00 オープニング（ゲストパートナー紹介）
- 13:10 DOKI DOKI ホットワード
- 13:25 メッセージディスカバリー Part1
- 13:35 DOKI DOKI 応援団（中継・取材コーナー）
- 13:50 ニュース・天気・交通情報（文化放送アナウンサーが担当）
- 14:00 DOKI DOKI クエスチョン（ゲストパートナーへのQ&Aとフリートーク）
- 14:25 ミュージック ディスカバリー（ゲスト選曲の音楽を紹介）
- 14:30 メッセージディスカバリー Part2
- 14:40 美人キッチン
- 14:50 ニュース・天気・交通情報（文化放送アナウンサーが担当）
- 14:55 エンディング

### 2016年3月まで
- 13:00 オープニング
- 13:10 THE TOKYO DISCOVERY
- 13:35 TOKYO もえルポ
- 13:50頃 ニュース・天気・交通情報（文化放送アナウンサーが担当）
- 14:01 もえカバリー
- 14:28 ホットブックマーク
- 14:35 美人キッチン
- 14:50頃 ニュース・天気・交通情報（文化放送アナウンサーが担当）
- 14:56 エンディング